# Alumínio (São Paulo)
Alumínio es un municipio brasileño del estado de São Paulo. Se localiza a una latitud 23°32′6″ sur y a una longitud 47º15'43" oeste, a una altitud de 790 metros. Su población estimada en 2004 era de 16 019 habitantes.
Posee un área de 83,739 km².

## Historia
Las orígenes del municipio de Alumínio se remontan al año de 1899, cuando fue inaugurada la estación ferroviaria de Rodovalho, en homenaje a Antônio Proost Rodovalho, dueño de una fábrica de cemento que estaba siendo construida en la región en la época. La fábrica funcionó hasta la década de 1920, cuando la misma fue cerrada; años más tarde, Antônio Pereira Ignácio adquirió el antiguo prédio de la fábrica de Rodovalho y en ella comenzó a fabricar vidros, pasando a fabricar más tarde otros productos, en pequeña escala. En 1941, fue fundada la Compañía Brasilera de Alumínio, que se iría a instalar al lado de la estación Rodovalho, pero la guerra impidió su inmediata implantación. La Cia. Brasilera de Alumínio inició sus operaciones solamente 14 años después de su fundación, en 1955. 
Alumínio perteneció al municipio de San Roque hasta 1957, cuando el municipio de Mairinque fue emancipado; así mismo Alumínio continuó siendo un barrio, esta vez perteneciente a Mairinque. En 1991, Alumínio finalmente se tornó municipio.

## Geografía

### Clima
El clima de alumínio es considerado subtropical, con una media en torno a los 18 °C, siendo el mes más caliente febrero con una media de 22 °C y el más frío julio con una media de 14 °C, el índice pluviométrico anual gira en torno a los 1400mm.

## Demografía
| Población histórica del municipio | Población histórica del municipio | Población histórica del municipio | Población histórica del municipio |
| Año                               | Población                         |                                   | %±                                |
| --------------------------------- | --------------------------------- | --------------------------------- | --------------------------------- |
| 2000                              | 15 252                            |                                   | —                                 |
| 2010                              | 16 839                            |                                   | 10,4%                             |
| 2022                              | 17 301                            |                                   | 2,7%                              |
| [ 4 ] [ 5 ] [ 6 ] [ 7 ]           |                                   |                                   |                                   |

Datos del censo - 2000
Población total: 15 252
- Urbana: 13 727
- Rural: 1525
- Hombres: 7699
- Mujeres: 7553

Densidad demográfica (hab./km²): 182,22
Mortalidad infantil hasta 1 año (por mil): 20,26
Expectativa de vida (años): 69,03
Tasa de fecundidad (hijos por mujer): 2,17
Tasa de alfabetización: 92,89%
Índice de Desarrollo Humano (IDH-M): 0,787
- IDH-M Salario: 0,724
- IDH-M Longevidad: 0,734
- IDH-M Educación: 0,903

(Fuente: IPEADATA)